# Abgeordnetenkammer (Rumänien)
Die Abgeordnetenkammer (rumänisch Camera Deputaților) wurde mit der Verfassung aus dem Jahre 1991 als untere Kammer (Unterhaus) des rumänischen Parlaments geschaffen. Sie hat ihren Sitz im Parlamentspalast. Aufgabe sind in erster Linie die Kontrolle der Regierung und die Verabschiedung von Gesetzen. Die Abgeordneten besitzen selbst ein gesetzgeberisches Initiativrecht. Gesetze werden zuerst von der Abgeordnetenkammer verabschiedet. Danach wird der Gesetzesentwurf dem Senat vorgelegt. Das Abgeordnetenhaus hat derzeit 330 Abgeordnete. Parteien, die nationale Minderheiten repräsentieren, haben – unabhängig von der Stimmzahl – das Recht auf einen Abgeordnetensitz.

## Wahlen
Das Abgeordnetenhaus wird nach einem kombinierten Verhältnis- und Direktwahlverfahren gewählt. Die politischen Parteien stellen in den Wahlkreisen Kandidatenlisten auf. Die Legislaturperiode beträgt vier Jahre.

### 2004–2008
- PSD: 121
- PNL: 64
- PD: 48
- PRM: 48
- UDMR: 22
- Nationale Minderheiten: 18
- PC: 11

Bei den Wahlen am 28. November 2004 errangen folgende Parteien Mandate:
| Partei                                      | Sitze |
| ------------------------------------------- | ----- |
| Partidul Social Democrat                    | 121   |
| Partidul Național Liberal                   | 64    |
| Partidul Democrat                           | 48    |
| Partidul România Mare                       | 48    |
| Uniunea Democrată a Maghiarilor din România | 22    |
| Nationale Minderheiten                      | 18    |
| Partidul Conservator                        | 11    |

### 2008–2012
- PD-L: 115
- PSD: 110
- PNL: 65
- UDMR: 22
- Nationale Minderheiten: 18
- PC: 4

Bei den Wahlen am 30. November 2008 ergab sich folgende Sitzverteilung:
| Partei                                            | Sitze |
| ------------------------------------------------- | ----- |
| Partidul Democrat Liberal                         | 115   |
| Partidul Social Democrat und Partidul Conservator | 114   |
| Partidul Național Liberal                         | 65    |
| Uniunea Democrată a Maghiarilor din România       | 22    |
| Nationale Minderheiten                            | 18    |

Vorsitzender der Abgeordnetenkammer war seit dem 19. Dezember 2008 Roberta Alma Anastase von der Partidul Democrat Liberal (PD-L). Nach mehreren Parteiübertritten ergab sich Ende 2010 folgende Sitzverteilung: PD-L – 124, PSD-PC – 95, PNL – 53, UDMR/RMDSZ – 22, Nationale Minderheiten – 18, Unabhängige – 15, Fraktionslose – 6.

### 2012–2016
- USL: 273
- ARD: 56
- PP-DD: 47
- UDMR: 18
- Nationale Minderheiten: 18

Das rumänische Parlament befand sich nach der Wahl vom 9. Dezember 2012 in der LIV. Legislaturperiode und setzte sich folgendermaßen zusammen:
| Partei oder Bündnis | Partei oder Bündnis | Ausrichtung                          | Parteivorsitz                                 | Fraktionsvorsitz             | Sitze |
| ------------------- | --- | ------------------------------------ | --------------------------------------------- | ---------------------------- | ----- |
|                     | Sozialdemokratische Partei (PSD) Partidul Social Democrat                                                                          | sozialdemokratisch                   | Liviu Dragnea                                 | Marian Neacșu                | 145   |
|                     | Nationale Liberale Partei (PNL) Partidul Național Liberal                                                                          | liberal, christdemokratisch          | Alina Gorghiu                                 | Ludovic Orban                | 113   |
|                     | Nationale Union für den Fortschritt Rumäniens (UNPR) Uniunea Națională pentru Progresul României                                   | sozialdemokratisch, progressiv       | Gabriel Oprea                                 | Marian Neacșu (PSD-Fraktion) | 38    |
|                     | Allianz der Liberalen und Demokraten (ALDE) Alianța Liberalilor și Democraților                                                    | mitte-rechts                         | Călin Popescu-Tăriceanu und Daniel Constantin |                              | 26    |
|                     | Demokratische Union der Ungarn in Rumänien (UDMR/RMDSZ) Uniunea Democrată Maghiară din România Romániai Magyar Demokrata Szövetség | regionalistisch, liberal-konservativ | Hunor Kelemen                                 | Márton Árpád                 | 22    |
|                     | Nationale Minderheiten Partidele minorităților etnice                                                                              |                                      |                                               |                              | 17    |
|                     | Unabhängige | Unabhängige                          | Unabhängige                                   | Unabhängige                  | 20    |
|                     | vakant | vakant                               | vakant                                        | vakant                       | 25    |
|                     | |                                      |                                               |                              |       |
| Gesamt              | Gesamt | Gesamt                               | Gesamt                                        | Gesamt                       | 412   |

### 2016–2020
- PSD: 154
- PNL: 69
- USR: 30
- UDMR: 21
- ALDE: 20
- PMP: 18
- Nationale Minderheiten: 17

Bei den Wahlen am 11. Dezember 2016 ergab sich folgende Sitzverteilung:
| Partei                                      | Sitze |
| ------------------------------------------- | ----- |
| Partidul Social Democrat                    | 154   |
| Partidul Național Liberal                   | 69    |
| Uniunea Salvați România                     | 30    |
| Uniunea Democrată a Maghiarilor din România | 21    |
| Alianța Liberalilor și Democraților         | 20    |
| Partidul Mișcarea Populară                  | 18    |
| Nationale Minderheiten                      | 17    |

### 2020–2024
- PSD: 110
- PNL: 93
- USR PLUS: 55
- AUR: 33
- UDMR: 21
- Nationale Minderheiten: 18

Bei den Wahlen am 6. Dezember 2020 ergab sich folgende Sitzverteilung:
| Partei                                      | Sitze |
| ------------------------------------------- | ----- |
| Partidul Social Democrat                    | 110   |
| Partidul Național Liberal                   | 93    |
| USR PLUS                                    | 55    |
| Alianța pentru Unirea Românilor             | 33    |
| Uniunea Democrată a Maghiarilor din România | 21    |
| Nationale Minderheiten                      | 18    |

### 2024–2028
- PSD: 86
- AUR: 63
- PNL: 49
- USR: 40
- S.O.S.: 28
- POT: 24
- UDMR: 22
- Nationale Minderheiten: 19

Bei den Wahlen am 1. Dezember 2024 ergab sich folgende Sitzverteilung:
| Partei                                      | Sitze |
| ------------------------------------------- | ----- |
| Partidul Social Democrat                    | 86    |
| Alianța pentru Unirea Românilor             | 63    |
| Partidul Național Liberal                   | 49    |
| Uniunea Salvați România                     | 40    |
| S.O.S. România                              | 28    |
| Partidul Oamenilor Tineri                   | 24    |
| Uniunea Democrată a Maghiarilor din România | 22    |
| Nationale Minderheiten                      | 19    |

## Geschichte
Bereits in der Zwischenkriegszeit 1919 bis 1940 bestand in Großrumänien ein bikamerales Parlament, dessen Unterhaus als Abgeordnetenkammer bezeichnet wurde. 1940 wurde das Parlament aufgelöst. Während der sowjetischen Besatzungszeit bestand 1948 bis 1989 ein unikamerales Parlament, die Große Nationalversammlung, das jedoch nie frei gewählt wurde.